# Правосуддя відбулося
  «Правосуддя відбулося» (фр. Justice est faite) — французький драматичний фільм 1950 року, поставлений режисером Андре Каяттом. У 1952 році стрічка здобула Золотого ведмедя на 50-му Берлінському та Золотого лева на 11-му Венеційському міжнародних кінофестивалях .

## Сюжет
У суді Версаля, престижного паризького передмістя, розглядається справа Ельзи Люнденштейн, молодої вродливої жінки, висококласного фахівця з фармакології. Вона народилася у Франції, та фактично є донькою вихідців з Латвії (Ліфляндської губернії Російської імперії), що покинули її в 1914 році перед німецькою окупацією. Ельзу звинувачують в умисному убивстві свого чоловіка. Йому, хворому чотири роки тому онкологічним захворюванням, довелося останні два роки відчувати страшні фізичні болі. Жінка-медик присягнулася, що коли муки стануть нестерпними, вона багаторазово перевищить дозу знеболювального, тим самим вчинивши акт евтаназії. Факт став відомий рідним покійного, але при цьому Ельза сама повідомила про це його сестрі. Обговорення того, що відбувається могло залишитися питанням моралі вчинку або медичної помилки, коли б не дві обставини. Перше: майже перед смертю чоловік Ельзи заповів їй величезний спадок. Друге: в день перед смертельним уколом жінку бачили під час поцілунку з молодим коханцем — Сержем Кремером.
Одночасно перед глядачем розгортаються події з життя учасників журі присяжних, які багато що пояснять в мотивах їхнього подальшого голосування під час винесенні вердикту.
- Жильбер де Монтессон, власник племінних стаєнь, присяжний № 1. Забезпечений чоловік середнього віку заручений з молодою вродливою дівчиною, але його переслідує колишня дружина Елізабет, залишена кілька років тому. Статус присяжного, що охороняється судовими виконавцями, тимчасово робить його недоступним для першої дружини. Та здійснює самогубство. Жильбер дізнається про це тлише після виголошення вироку. Він, що займав раніше жорстку позицію проти підсудної Люнденштейн, морально тепер опиняється на її місці. Де Монтессон жалкує за своїм вибором, зробленим при голосуванні.
- Еваріст Маленгре, фермер, присяжний № 2. Хвилюється про те, що під час процесу йде час садіння картоплі. Приїхавши на час перерви на свою ферму і, практично заставши дружину в момент близькості з італійцем-поденником, свариться не за зраду. Набагато більшим гріхом у його очах є недоєна корова і відсутність гарячої вечері. При виступі в журі присяжних головним його мотивом є подружня невірність.
- Жан-Люк Флав'є, видавець, присяжний № 3. Ретельно приховує особисту драму: в його сім'ї росте восьмирічний син, що страждає на важке психічне захворювання. Він небезпечний і самому собі, і оточуючим. Мати надзвичайно прив'язана до дитини, а батько думає, як від нього позбавитися. Після важкої нічної бесіди подружжя, він розкаюється. При голосуванні Флав'є займає позицію, що не обвинувачена, ні хто-небудь інший не має права позбавляти людину життя.
- Марселіна Мікулен, влясниця антикварного салону, присяжна № 4. Вже не молода, але дуже багата. У готелі знайомиться з молодим, ввічливим чоловіком. Він проявляє до неї очевидні ознаки уваги, а мадам Мікулен їх охоче приймає. Увечері, перед днем винесенням остаточного вердикту, чоловік зізнається їй, що він Серж Кремер — таємний коханець Ельзи Люнденштейн. Пані відчуває вищу міру розчарування. Але, пізніше, в ході обміну думками в суді, повністю встає на захист підсудної.
- Фелікс Нобле, офіціант, присяжний № 5. Він гордий, що в журі вибрали його — «просту» людину. Не упускає випадку справити враження на наречену, присутню в залі, та своїх майбутніх родичів — її батьків. В цілому, простакуватий, але щиро добрий. Стоїть на стороні звинувачуваної.
- Теодор Андрю, відставний офіцер, присяжний № 6. Переконаний, що Франція стояла і повинна стояти на своїх традиціях. Підсудна — комуністичний агент, що намагається зруйнувати моральні засади Європи. Переживає період закоханості своєї молодшої доньки в молодика досить ліберальних поглядів, що діаметрально відрізняються від його власних. «Наречений» виявляється відвертим покидьком. Це остаточно переконує Теодора в його правоті. Прочекавши половину ночі в очікуванні доньки з побачення з підлим «лібералом», залишається упевненим прибічником найжорсткішого, смертельного вироку.
- Мішель Кодрон, комерсант, присяжний № 7. Непоказна особа, що майже ніяк не проявила себе в ході процесу. Намагався доглядати за «антикварницею», лаявся з відставником-офіцером, учив життя Фелікса. Скрізь зазнав фіаско.

Порадившись у присутності судді і двох судових засідателів, присяжні приходять до висновку, що обвинувачувана дійсно вбила чоловіка, але ненавмисно і з урахуванням пом'якшувальних обставин. Її засуджують до п'яти років в'язниці. Закадровий коментар (прочитаний П'єром Френе) підбиває підсумок. У обох можливих варіантах допущена судова помилка: якщо обвинувачена винна у вбивстві, термін занадто малий; якщо невинна — покарання абсолютно несправедливо.

## У ролях
| • Мішель Оклер     | … | Серж Крамер                |
| • Антуан Бальпетре | … | голова суду                |
| • Жак Кастело      | … | Жильбер де Монтессон       |
| • Жан Дебюкур      | … | Мішель Кодрон              |
| • Жан-П'єр Греньє  | … | Жан-Люк Флав'є             |
| • Клод Нольє       | … | Ельза Люнденштейн          |
| • Марсель Перес    | … | Еваріст Маленгре           |
| • Ноель Роквер     | … | Теодор Андрю               |
| • Валентина Тессьє | … | Марселіна Мікулен          |
| • Жан д'Ід         | … | начальник релігійної школи |

| • Аньєс Делае     | … | Ніколь Вудремон, відома як Івонн      |
| • Сесіль Дідьє    | … | мадемуазель Плопельї, власниця готелю |
| • Реймон Бюссьєр  | … | Фелікс Нобле                          |
| • Аннетт Пуавр    | … | Лулу                                  |
| • Жульєтт Фабер   | … | Данієль Андріє                        |
| • Діта Парло      | … | Елізабет                              |
| • Леонс Корн      | … | судовий пристав                       |
| • Марсель Мулуджі | … | Амадео                                |
| • Діта Парло      | … | Елізабет                              |
| • Еміль Дран      | … | професор Дютуа                        |

## Знімальна група
- Автори сценарію — Андре Каятт, Шарль Спаак
- Режисер-постановник — Андре Каятт
- Продюсер — Робер Дорфман
- Оператор — Жан Бургуен
- Композитор — Реймон Легран
- Монтаж — Крістіан Годен
- Художник-постановник — Жак Коломб'є
- Художник-декоратор — Альберт Вольпер

## Нагороди та номінації
| Нагороди та номінації фільму «--» | Нагороди та номінації фільму «--»      | Нагороди та номінації фільму «--» | Нагороди та номінації фільму «--» | Нагороди та номінації фільму «--» | Нагороди та номінації фільму «--» |
| Рік                               | Кінофестиваль/кінопремія               | Категорія/нагорода                | Номінант                          | Результат                         |                                   |
| --------------------------------- | -------------------------------------- | --------------------------------- | --------------------------------- | --------------------------------- | --------------------------------- |
| 1950                              | Венеційський міжнародний кінофестиваль | Золотий лев                       | Правосуддя відбулося              | Перемога                          |                                   |
| 1951                              | Берлінський міжнародний кінофестиваль  | Золотий ведмідь                   | Правосуддя відбулося              | Перемога                          |                                   |
| 1953                              | Товариство авторів кіно (Іспанія)      | Найкращий іноземний фільм         | Правосуддя відбулося              | Перемога                          |                                   |
| 1953                              | Спільнота кінокритиків Нью-Йорка       | Найкращий фільм іноземною мовою   | Правосуддя відбулося              | Перемога                          |                                   |